# Adolf Maislinger
Adolf Maislinger, né le 9 décembre 1903 à Munich et mort le 26 avril 1985 à dans la même ville, est un militant communiste et résistant au national-socialisme. Il survit à la déportation au camp de concentration de Dachau.

## Biographie
Adolf Maislinger grandit dans une famille sociale-démocrate. À 18 ans, il apprend le métier de serrurier-mécanicien et adhère aux Jeunesses ouvrières socialistes. En 1918, il se syndicalise. Puis, sous l'influence de son père, il milite au sein du Parti social-démocrate d'Allemagne (SPD). Ce n'est qu'en 1931, un an après la mort de son père, qu'il adhère au Parti communiste d'Allemagne (KPD).

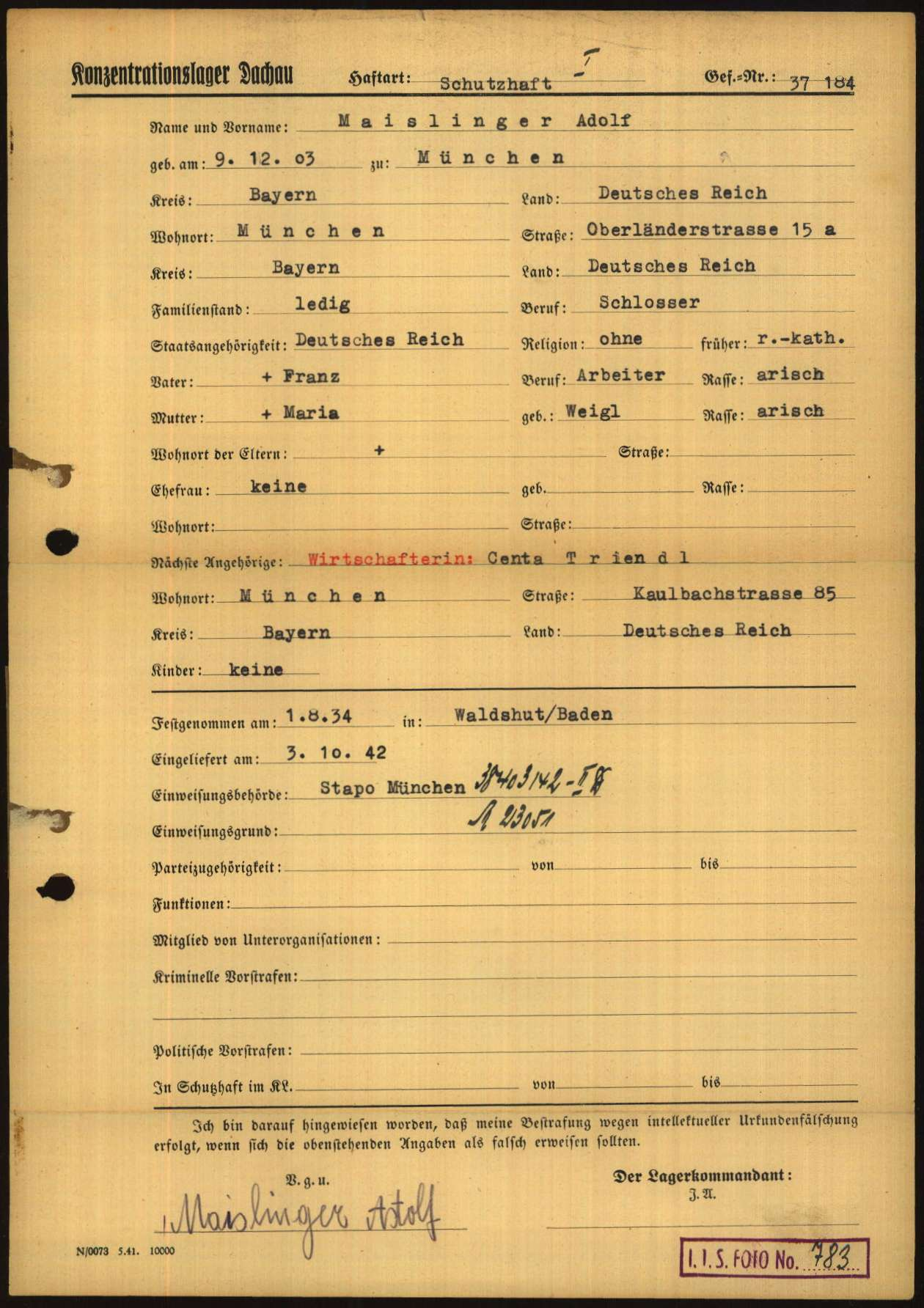
Formulaire d'enregistrement de Adolf Maislinger en tant que prisonnier dans le camp de concentration nazi de Dachau

Après l'interdiction du KPD en 1933, Adolf Maislinger passe dans la clandestinité et devient agent de liaison sous le nom de guerre de Bertl. En 1935, il est arrêté et condamné à huit ans de prison pour « préparations de haute trahison ». À la suite d'un ordre de la Gestapo du 8 septembre 1942, il est envoyé au camp de concentration de Dachau. Grâce aux camarades communistes de Munich, il accède à un poste dans le commando de désinfection. Cette fonction lui confère une grande liberté de mouvement et lui permet de reprendre une activité de résistance.
Après la libération de Dachau, Adolf Maislinger fait partie brièvement du conseil municipal de Munich mis en place par les autorités d'occupation américaines. Emprisonné sans moitf avec d'autres responsables communistes par ces mêmes autorités en juillet 1946, il est libéré le mois suivant. Ensuite, jusqu'à son départ à la retraite, il travaille comme employé de la ville de Munich. Il est alors adhérent au syndicat Öffentliche Dienste, Transport und Verkehr (ÖTV) et à l'Association des persécutés du régime nazi (VVN). Au mémorial de Dachau ainsi que dans les écoles, il témoigne de son vécu en tant que déporté et de la lutte contre le nazisme.

## Hommage
La rue « Adi-Maislinger-Strasse » à Munich porte son nom.

## Littérature
- Hartmut Mehringer: Die KPD in Bayern 1919–1945, Vorgeschichte, Verfolgung und Widerstand. in: Martin Broszat/Hartmut Mehringer (Hrsg.): Bayern in der NS-Zeit. Band V  Die Parteien KPD, SPD, BVP in Verfolgung und Widerstand. München, 1983